# Тајна
Тајна је сазнање неких чињеница које се не могу саопштити другим лицима, а да се одавањем тих чињеница другој особи, не повреди личност особе од које се сазнало за њих.

## Тајна у неким областима живота
У општој правној теорији — тајна се дефинише уз помоћ два елемента: фактичког и нормативног.
- Фактички елемент се огледа у томе што је податак познат само одређеном кругу лица,
- Нормативни елемент захтева да податак буде познат само одређеном кругу лица, с тим да постоје одређене (друштвене) правне норме које забрањују и штите изношење података ван тог круга лица.

У медицинском праву — лекарска тајна се дефинише као сазнање неких чињеница током пружања стручне помоћи. Потпуно и квалитетно пружање ове помоћи понекад захтева да лице које пружа ту помоћ сазна за одређене чињенице које представљају личну тајну онога ко ту помоћ тражи.
Војна тајна - се дефинише као сазнање неких чињеница током вршења војне службе. Потпуно и квалитетно и безбедно обављање ове службе захтева да лице које сазна за одређене чињенице које представљају војну тајну, ту тајну не смеју открити неовлашћеним особама, јер тиме могу угрозити личну сигурност и безбедност војске и државе.